# ITGB3BP
Protein tâm động R (tiếng Anh: Centromere protein R) là protein ở người được mã hóa bởi gen ITGB3BP.

## Tương tác
ITGB3BP có khả năng tương tác với:
- CD61,[2][5]
- Cyclin A2,[6]
- NFKB1,[7]
- RXRA,[3]
- RXRG,[8] và
- THRA.[3][8]